# Ясинский, Сергей Михайлович
Сергей Михайлович Ясинский (бел. Сяргей Міхайлавіч Ясінскі; род. 7 января 1965, Витебск) — белорусский футболист и тренер.

## Карьера футболиста
Большую часть своей карьеры футболиста провёл, играя в витебских клубах «Витебск» (прежние названия: «Двина», КИМ и «Локомотив-96»), «Локомотив» («СКБ») и «Витьбич-Динамо-Энерго». Также выступал за молодеченский «Труд», дубль столичного «Динамо» и «Озерцы». Ясинский имел опыт игры и за пределами СССР и Беларусиː в польской «Ягеллонии» и в венгерском «Штадлере».

## Карьера тренера
Окончил Витебский педагогический институт (1989). Тренерскую карьеру начал в «Озерцах», где был играющим тренером, а с 2001 года работал в витебском СДЮШОР-6. В 2003 перешёл в тренерский штаб местного «Локомотива», где с 2005 по лето 2006 года был главным тренером команды. Позже по полгода проработал в «Орше» и «Гомеле». С лета 2007 года он был главным тренером минского «Локомотива», который вывел в Высшую лигу, но летом 2008 года был уволен. В 2009 году возглавил мозырскую «Славию», после чего работал в Молдове и Казахстане.
В 2010 году вернулся из Казахстана и возглавил ПМЦ. Оставался в поставском клубе до его закрытия в конце 2014 года. В январе 2015 года был назначен тренером дубля «Витебск», а в июле того же года, после отставки Сергея Вехтева, был назначен исполняющим обязанности главного тренера, а затем утверждён на постоянной основе.
11 декабря 2020 года по соглашению сторон Сергей Ясинский расторг контракт с «Витебском» и в тот же день занял должность главного тренера молодежной сборной Беларуси. Сначала был исполняющим обязанности, а в январе 2021 года был официально утверждён в должности. В отборочном цикле молодежного чемпионата Европы 2025 года команда выступила неудачно: в 8 матчах белорусы набрали лишь 3 очка, трижды сыграв вничью и потерпев 5 поражений подряд. В конце ноября 2023 года был отправлен в отставку.
В августе 2022 года вновь назначен на пост главного тренера ФК «Витебск», сменив Евгения Чернухина. По окончании сезона-2022 стороны завершили сотрудничество: «Витебск» занял предпоследнее, 15-е, место и напрямую покинул элитный дивизион.
В сентябре 2024 года вновь возглавил команду, сменив Александра Павлова. В апреле 2025 года покинул пост: то была первая тренерская отставка в высшей лиге-2025. В двух турах команда не набрала ни одного очка, уступив БАТЭ (0:1) и «Минску» (1:2). В августе был назначен на должность директора СДЮШОР «Витебск».